# Herb kraju hradeckiego

Herb kraju hradeckiego

Herb kraju hradeckiego to jeden z symboli tego kraju.

## Opis herbu
Tarcza herbowa czwórdzielna w krzyż.
- W polu pierwszym i czwartym, czerwonym, srebrny lew wspięty o podwójnym ogonie w złotej koronie.
- W polu drugim, błękitnym, stylizowana na uncjałę majuskuła "G" złota.
- W polu trzecim, błękitnym, złota korona.

Identyczny wzór posiada heraldyczna flaga kraju.

## Uzasadnienie symboliki herbu
Lew w polach pierwszym i czwartym był początkowo herbem dynastii Przemyślidów, aby stopniowo stać się herbem Królestwa Czech. Jest również jednym z symboli stolicy kraju - Hradec Králové. Litera "G" z pola drugiego również jest związana ze głównym miastem kraju. Pierwszy raz pojawiła się na pieczęci miejskiej z XIV wieku. "G" jest skrótem od dawnej niemieckiej nazwy miasta - Gretz. Symbol ten wiązany jest w późniejszym okresie z Jerzym z Podiebradów i Władysławem Jagiellończykiem. Złota korona królów czeskich z pola trzeciego wiąże się z drugim członem nazwy miasta - Králové, czyli królową.